# Carmen Dobrescu
Carmen Dobrescu (n. 10 iulie 1933, Giurgiu - 22 decembrie 2022, Brașov) a fost o regizoare română, director al Operei din Brașov.
A fost căsătorită cu Horia Popescu, scenograf de teatru și operă.

## Educație
A absolvit Liceul „Gheorghe Lazăr” din București.
A urmat cursurile de Regie Operă ale Conservatorului de Muzică „Ciprian Porumbescu” din București în perioada 1952 - 1957. I-a avut ca profesori pe Panait Victor Cotescu, Eugen Gropsianu, asistent Hero Lupescu, Jean Rânzescu.

## Activitate
În 1957 și-a început cariera ca regizor artistic atât în cadrul Televiziunii Române, cât și pe scenele de operă din țară.
A fost director și regizor al Operei Brașov în perioada 1979 - 1984, respectiv 1993 - 2000.
În perioada 1957 - 2002, în calitate de regizor, a realizat emisiuni și filme muzicale, de la folclor și varietăți până la spectacole de operă (montate special pentru televiziune), spectacole de teatru, filme-eseu, filme-portret ale unor personalități muzicale din țară sau străinătate. În paralel cu activitatea din TVR, a realizat peste 50 de titluri de operă și operetă.
Pe scena din Brașov, au debutat sub îndrumarea ei: Nely Miricioiu, Felicia Filip, Theodor Ciurdea, Leontina Văduva-Ciobanu, Anca Damaceanu, Liliana Dumitrache, Marian Pop, Oana Andra Ulieru, Claudia Codreanu, Lăcrămioara și Syefan Schuller, Adrian Marcan, Gabriela Hazarian, Valentin Marele, , Marius Manea, regizorul Daniel Pralea Blaga, dirijorii Dan Rațiu, Koichiro Kammo.
A fost lector la Conservatorul de Muzică din București și profesor universitar la Facultatea de Muzică a Universității Transilvania din Brașov.
Alături de colectivul Operei Brașov, a participat la turnee internaționale ( Luxemburg, Germania, Olanda, Austria, Marea Britanie, Elveția și Italia), în calitate de director și regizor, iar în 1995 a realizat filmul de operă „La Cenerentola” de Gioachino Rossini.
A realizat în calitate de regizor artistic filme în coproducție cu N.C.R.V. Olanda.
Opera Brașov a fost invitată în 2000 la Festivalul Mozart din Salzburg (Austria), fiind singura instituție de profil din România invitată cu un spectacol Mozart (în regia lui Carmen Dobrescu, sub conducerea muzicală a lui Ilarion Ionescu-Galați).
Pe 28 ianuarie 2023, în Sala Operei din Brașov, a avut loc un spectacolul „In Memoriam” dedicat regizoarei Carmen Dobrescu, Nunta lui Figaro de W.A. Mozart.

## Premii
Pentru filmele realizate a primit premii si distincții internaționale: Premiul I „Harpa de Aur” (Dublin, Irlanda), Premiul I „Curcubeul de Aur” (Moscova), Premiul special al juriului (Praga, Cehoslovacia), mențiuni la Festivalul din Montreux, Elvetia și din  Dublin, Irlanda.
„La Cenerentola” a fost premiat ca fiind „cel mai bun spectacol de operă-film” de către Uniunea Compozitorilor și Muzicologilor (1995), respectiv de la Gala Premiilor Naționale de Televiziune APTR în 1996.
În 1999 a primit titlul de Cetățean de Onoare al orașului Brașov, prin Hotărârea Consiliului Local nr. 430/1999.
A primit Premiul criticii muzicale - O viață dedicată artei lirice acordat de Uniunea Criticilor, Redactorilor și Realizatorilor Muzicali din România și Colegiul Criticilor Muzicali „Mihail Jora” în 1998.
În 2002 i s-a acordat Ordinul Național „pentru Merit” în gradul de Cavaler de către Președintele României.
A primit Ordinul Muncii clasa a III-a în 1967 și “Medalia Comemorativă” în 1969.
Ministerul Culturii i-a acordat Diploma de Onoare, cu ocazia împlinirii a 40 de ani de activitate, în 1997.